# North Bibb
North Bibb is een plaats (town) in de Amerikaanse staat Alabama, en valt bestuurlijk gezien onder Bibb County en Tuscaloosa County.

## Demografie
Bij de volkstelling in 2000 werd het aantal inwoners vastgesteld op 986.

## Geografie
Volgens het United States Census Bureau beslaat de plaats een oppervlakte van
7,2 km², geheel bestaande uit land.

## Plaatsen in de nabije omgeving
De onderstaande figuur toont de plaatsen in een straal van 24 km rond North Bibb.